# Virginia Strong
Virginia Strong (8 de diciembre de 1975) es una deportista sudafricana que compitió en judo. Ganó una medalla de bronce en el Campeonato Africano de Judo de 2000 en la categoría de –52 kg.

## Palmarés internacional
| Campeonato Africano | Campeonato Africano | Campeonato Africano | Campeonato Africano |
| Año                 | Lugar               | Medalla             | Categoría           |
| ------------------- | ------------------- | ------------------- | ------------------- |
| 2000                | Argel (Argelia)     | Medalla de bronce   | –52 kg              |